# Suore di misericordia di San Carlo Borromeo (Wez)
Le Suore di Misericordia di San Carlo Borromeo, dette di Wez (in francese Sœurs de Saint-Charles Borromée, Filles de l'Eglise), sono un istituto religioso femminile di diritto pontificio: le suore di questa congregazione pospongono al loro nome la sigla S.C.B.

## Storia
Nel 1684 Adrien Brézy, parroco di Wez, organizzò una comunità composta da cinque giovani donne (tre delle quali provenienti da Lilla) per provvedere all'educazione delle fanciulle del villaggio: Gilbert de Choiseul du Plessis-Praslin, vescovo di Tournai, approvò la scuola delle cosiddette figlie di San Carlo il 1º marzo 1685.
Alla scuola di Wez fu presto affiancato un pensionato per ospitare le studentesse provenienti da località lontane e nel 1716 le suore aggiunsero alle loro finalità la cura dei disabili mentali.
L'espansione della congregazione fu a lungo impedita dal limite di venti suore fissato per la comunità: tale restrizione fu rimossa nel 1835 e nel 1861 fu possibile aprire la prima filiale; nel 1929 fu aperta anche una missione in India.
La Santa Sede approvò la congregazione l'8 settembre 1982.

## Attività e diffusione
Le religiose si dedicano all'istruzione della gioventù, alla cura dei disabili e all'apostolato missionario.
Sono presenti in Europa (Belgio, Italia, Polonia), nelle Americhe (Argentina, Messico), in India e in Tanzania; la sede generalizia è a Brunehaut.
Alla fine del 2008 la congregazione contava 554 religiose in 81 case.